# Eagle Point
Eagle Point és una població dels Estats Units a l'estat d'Oregon. Segons el cens del 2007 tenia 8.565 habitants.

## Demografia
Segons el cens del 2000, Eagle Point tenia 4.797 habitants, 1.703 habitatges, i 1.313 famílies. La densitat de població era de 720,7 habitants per km².
Dels 1.703 habitatges en un 45,6% hi vivien nens de menys de 18 anys, en un 56,9% hi vivien parelles casades, en un 14,6% dones solteres, i en un 22,9% no eren unitats familiars. En el 18,1% dels habitatges hi vivien persones soles el 8,1% de les quals corresponia a persones de 65 anys o més que vivien soles. El nombre mitjà de persones vivint en cada habitatge era de 2,82 i el nombre mitjà de persones que vivien en cada família era de 3,17.
Per edats la població es repartia de la següent manera: un 32,6% tenia menys de 18 anys, un 9,4% entre 18 i 24, un 29,2% entre 25 i 44, un 19,7% de 45 a 60 i un 9,1% 65 anys o més.
L'edat mediana era de 30 anys. Per cada 100 dones de 18 o més anys hi havia 89,7 homes.
La renda mediana per habitatge era de 37.557$ i la renda mediana per família de 40.598$. Els homes tenien una renda mediana de 30.795$ mentre que les dones 20.956$. La renda per capita de la població era de 15.501$. Aproximadament l'11,4% de les famílies i el 12,8% de la població estaven per davall del llindar de pobresa.

## Poblacions més properes
El següent diagrama mostra les poblacions més properes.